# Dolní Dvůr (Lipnice nad Sázavou)
Dolní Dvůr je osada, základní sídelní jednotka města Lipnice nad Sázavou v okrese Havlíčkův Brod. Nachází se asi 1,2 km na jihovýchod od Lipnice nad Sázavou.

## Historie
Při konfiskaci Trčkovského majetku byl Dolní Dvůr součástí lipnického panství. Udává se že v té době měla osada v majetku „7 lánů polí, 30 krav a 40 kusů jalového dobytka“. Císař Ferdinand II. roku 1636 udělil dědičně lipnické panství včetně Dolního Dvora Matouši Vernierovi de Rougemont. V soupisu poddaných podle víry z roku 1651 bylo udáno, že měla osada 11 obyvatel. V roce 1855 spadal Dolní Dvůr pod Lipnici a patřil do Čáslavského kraje.

## Obyvatelstvo
Je zde evidováno 16 adres. V roce 2011 zde trvale žilo třicet pět obyvatel.
| rok  | počet obyvatel |
| ---- | -------------- |
| 1651 | 11             |
| 1991 | 81             |
| 2001 | 45             |
| 2011 | 35             |

## Přírodní poměry
Geologické podloží je tvořeno granitem a sedimenty. V blízkosti osady protéká Ředkovský potok a pramení bezejmenný přítok Křivoláčského potoka.

## Doprava
Osadou vede jediná silnice a to III/34740, která spojuje Havlíčkův Brod s Ledčí nad Sázavou. Vede zde také cyklotrasa č. 4155 Vilémov – Humpolec. Dopravní obslužnost je zajištěna veřejnou autobusouvou dopravou do Havlíčkova Brodu a Ledče nad Sázavou.

## Pamětihodnoti a zajímavosti
- Zachovalý statek
- Křížek na rozcestí[9]
- Naučná stezka Jana Zrzavého
- Žlutá turistická trasa – Lipnice – Loskoty – Wolkerův památník – Mozerov – Věž[7]

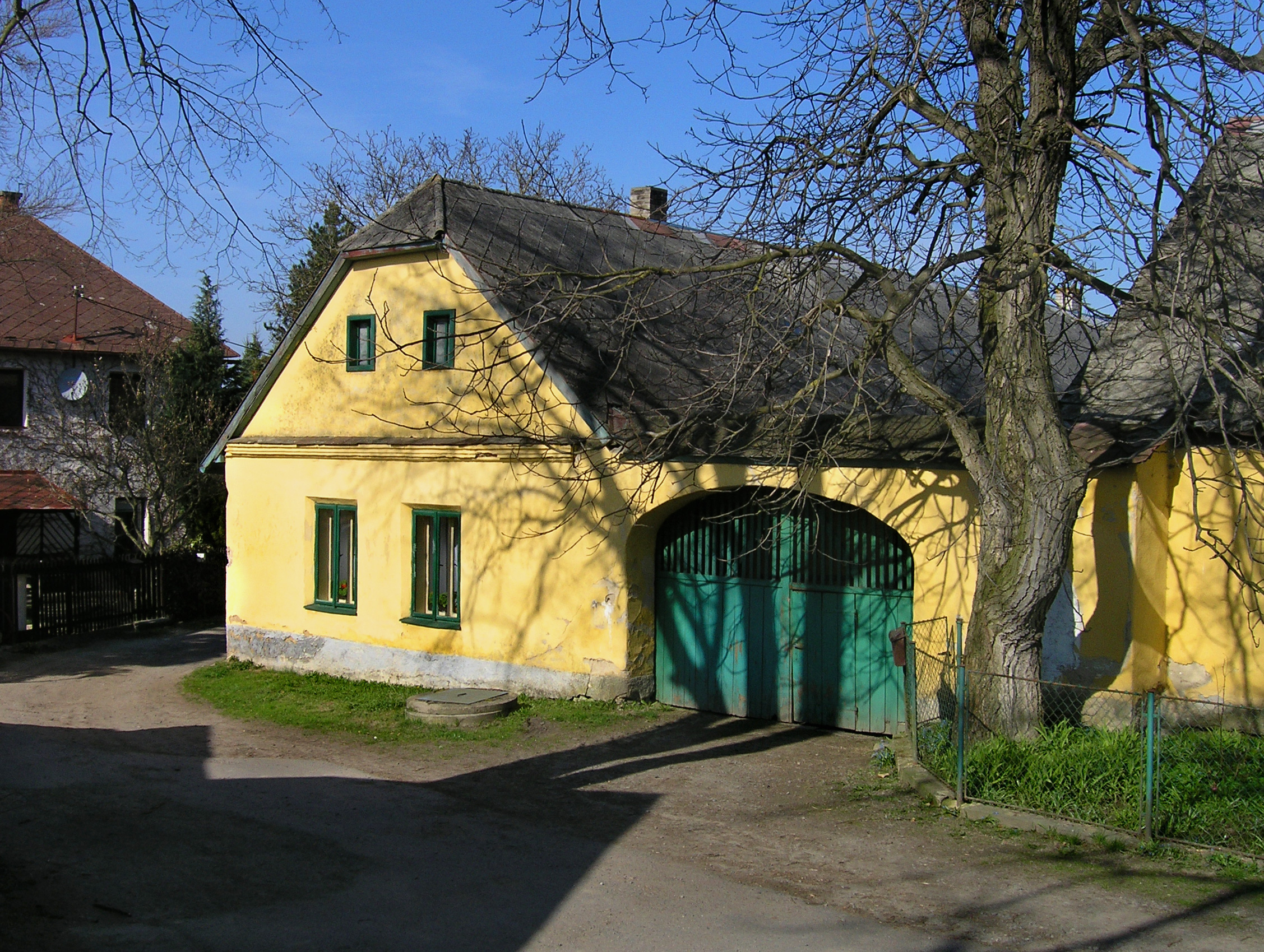
Statek v Dolním Dvoře
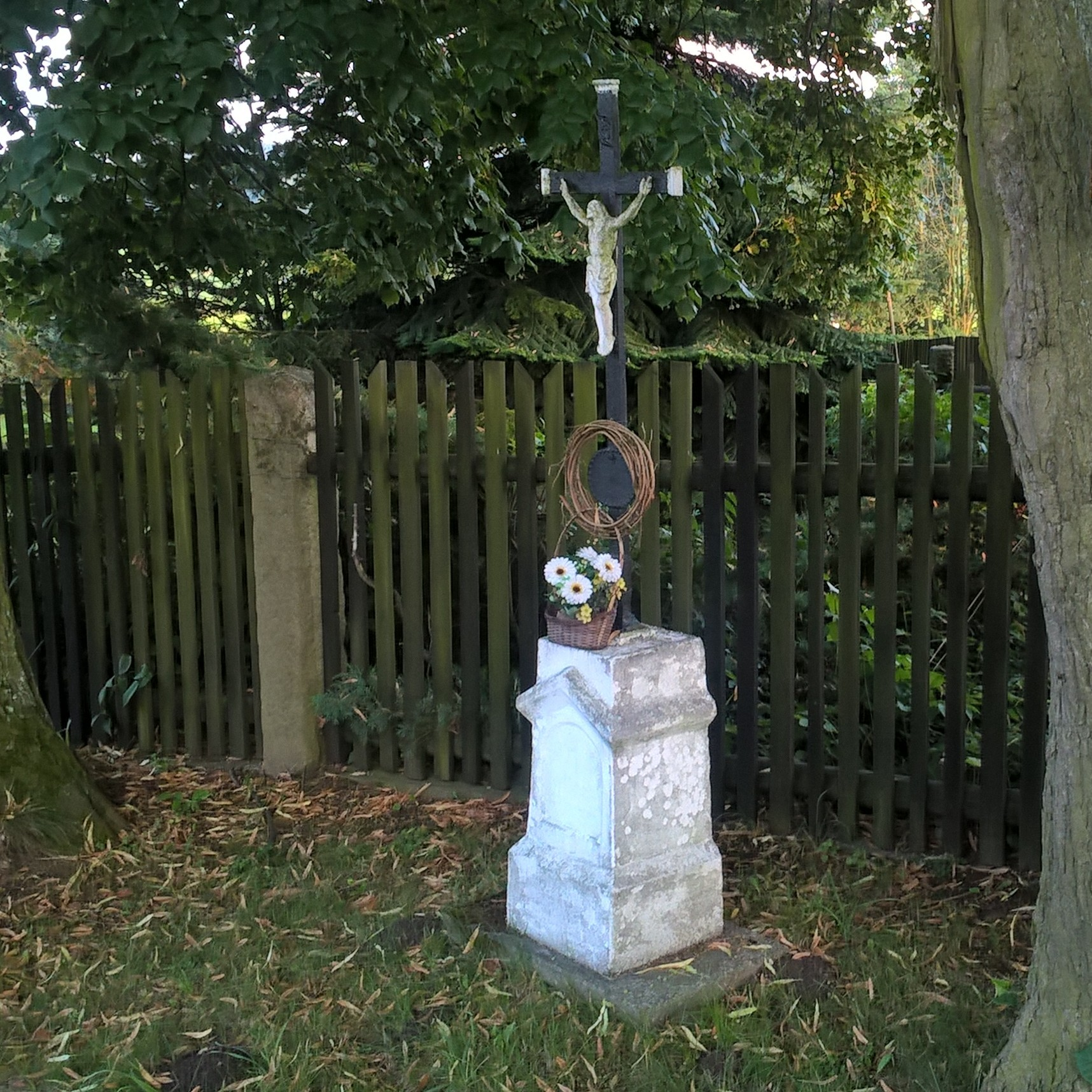
Křížek na rozcestí